# Barbara Lawrence
Barbara Jo Lawrence (Carnegie, 24 de fevereiro de 1930 foi uma atriz estadunidense.

## Filmografia parcial
- Captain from Castile (1947)
- The Street with No Name (1948)
- Two Tickets to Broadway 1951